# Wereldkampioenschap shorttrack 1984 (individueel)
De wereldkampioenschappen shorttrack 1984 werden van 7 tot en met 8 maart april in de East of England Ice Rink in Peterborough, Verenigd Koninkrijk gehouden.

## Deelnemers

### België
| Vrouwen             | Mannen            |
| ------------------- | ----------------- |
| Manuela van Loock   | Bert Discart      |
| Cathy Goyvaerts     | Benoit Mine       |
| LInda Boerjan       | Jan Kuypers       |
| Mireille de Keuster | Franky van Hooren |
| Anne Lise Delannoy  | Geert Blanchart   |

### Nederland
| Vrouwen                | Mannen            |
| ---------------------- | ----------------- |
| Esmeralda Ossendrijver | Charles Veldhoven |
| Simone Velzeboer       | Menno Boelsma     |
| Jolanda de Vries       | Ger Boelsma       |
| Ingrid Marcusse        | Jaco Mos          |
| M, Groenendaal         | Jeroen Otter      |

## Medailles

### Mannen
| Onderdeel         | Goud                | Goud   | Zilver              | Zilver              | Brons           | Brons     |
| ----------------- | ------------------- | ------ | ------------------- | ------------------- | --------------- | --------- |
| 500m              | Guy Daigault        | CAN    | Michel Daigault     | CAN                 | David Besteman  | USA       |
| 1000m             | Tatsuyoshi Ishihara | JPN    | Guy Daigault        | CAN                 | Michel Daigault | CAN       |
| 1500m             | Yuichi Akasaka      | JPN    | Wilfred O’Reilly    | GBR                 | Danny Kah       | AUS       |
| 3000m superfinale | Guy Daigault        | CAN    | Tatsuyoshi Ishihara | JPN                 | Michel Daigault | CAN       |
| Klassement        | Guy Daigault        | CAN    | Tatsuyoshi Ishihara | JPN                 | Michel Daigault | CAN       |
| Aflossing         | Canada              | Canada | Verenigd Koninkrijk | Verenigd Koninkrijk | Nederland       | Nederland |

### Vrouwen
| Onderdeel         | Goud             | Goud   | Zilver           | Zilver | Brons                         | Brons            |
| ----------------- | ---------------- | ------ | ---------------- | ------ | ----------------------------- | ---------------- |
| 500m              | Mariko Kinoshita | JPN    | Silvie Daigle    | CAN    | Hiromi Takeuchi               | JPN              |
| 1000m             | Bonnie Blair     | USA    | Marie Martin     | CAN    | Nathalie Lambert              | CAN              |
| 1500m             | Eiko Shishii     | JPN    | Mariko Kinoshita | JPN    | Lydia Stephans                | USA              |
| 3000m superfinale | Silvie Daigle    | CAN    | Nathalie Lambert | CAN    | Lydia Stephans                | USA              |
| Klassement        | Mariko Kinoshita | JPN    | Silvie Daigle    | CAN    | Nathalie Lambert Bonnie Blair | CAN USA          |
| Aflossing         | Canada           | Canada | Japan            | Japan  | Verenigde Staten              | Verenigde Staten |

### Medailleklassement
| Plaats | Land                | Goud | Zilver | Brons | Totaal |
| 1      | Canada              | 6    | 6      | 5     | 17     |
| 2      | Japan               | 5    | 4      | 1     | 10     |
| 3      | Verenigde Staten    | 1    | 0      | 5     | 6      |
| 4      | Verenigd Koninkrijk | 0    | 2      | 0     | 2      |
| 5      | Australië           | 0    | 0      | 1     | 1      |
| 5      | Nederland           | 0    | 0      | 1     | 1      |
| Totaal | Totaal              | 12   | 12     | 13    | 37     |

## Eindklassementen

### Mannen
| Rang   | Naam                | Land                | Ranking punten | Seeding punten |
| ------ | ------------------- | ------------------- | -------------- | -------------- |
| Goud   | Guy Daigault        | Canada              | 13             | 48             |
| Zilver | Tatsuyoshi Ishihara | Japan               | 8              | 31             |
| Brons  | Michel Daigault     | Canada              | 7              | 41             |
| 4      | Yuichi Akasaka      | Japan               | 5              | 29             |
| 5      | Wilfred O’Reilly    | Verenigd Koninkrijk | 4              | 32             |
| 6      | Danny Kah           | Australië           | 3              | 25             |
| 7      | David Besteman      | Verenigde Staten    | 2              | 23             |
| 8      | Michel Delisle      | Canada              | 1              | 17             |
| 9      | Pat Moore           | Verenigde Staten    | 1              | 24             |
| 10     | Tohsinobu Kawai     | Japan               | -              | 24             |
| 11     | Benoit Mine         | België              | -              | 18             |
| ..     |                     |                     |                |                |
| 14     | Menno Boelsma       | Nederland           | -              | 15             |
| 15     | Charles Veldhoven   | Nederland           | -              | 11             |
| 15     | Ger Beilsma         | Nederland           | -              | 11             |
| 17     | Jan Kuypers         | België              | -              | 10             |
| 21     | Jaco Mos            | Nederland           | -              | 6              |
| 27     | Franki van Hooren   | België              | -              | 4              |
| 30     | Bert Discart        | België              | -              | 3              |

### Vrouwen
| Rang   | Naam                   | Land             | Ranking punten | Seeding punten |
| ------ | ---------------------- | ---------------- | -------------- | -------------- |
| Goud   | Mariko Kinoshita       | Japan            | 10             | 43             |
| Zilver | Silvie Daigle          | Canada           | 8              | 37             |
| Brons  | Nathalie Lambert       | Canada           | 5              | 23             |
| Brons  | Bonnie Blair           | Verenigde Staten | 5              | 37             |
| 5      | Marie Jose Martin      | Canada           | 4              | 35             |
| 5      | Lydia Stephans         | Verenigde Staten | 4              | 29             |
| 5      | Eiko Shishii           | Japan            | 4              | 32             |
| 8      | Hiromi Takeuchi        | Japan            | 3              | 30             |
| 9      | Christina Sciolla      | Italië           | -              | 18             |
| ..     |                        |                  |                |                |
| 17     | Cathy Goyvaerts        | België           | -              | 8              |
| 17     | Jolanda de Vries       | Nederland        | -              | 8              |
| 19     | Linda Boerjan          | België           | -              | 7              |
| 19     | Esmeralda Ossendrijver | Nederland        | -              | 7              |
| 21     | Ingrid Marcusse        | Nederland        |                | 6              |
| 28     | Mierelle de Keuster    | België           | -              | 4              |
| 28     | Simone Velzeboer       | Nederland        | -              | 4              |
| 33     | Manuela van Loock      | België           | -              | 2              |

Wereldkampioenschap shorttrack (individueel)

Champaign 1976 · 
Grenoble 1977 · 
Solihull 1978 · 
Quebec 1979 · 
Milaan 1980 · 
Meudon 1981 · 
Moncton 1982 · 
Tokio 1983 · 
Peterborough 1984 · 
Amsterdam 1985 · 
Chamonix 1986 · 
Montreal 1987 · 
St. Louis 1988 · 
Solihull 1989 · 
Amsterdam 1990 · 
Sydney 1991 · 
Denver 1992 · 
Peking 1993 · 
Guildford 1994 · 
Gjövik 1995 · 
Den Haag 1996 · 
Nagano 1997 · 
Wenen 1998 · 
Sofia 1999 · 
Sheffield 2000 · 
Jeonju 2001 · 
Montreal 2002 · 
Polen 2003 · 
Göteborg 2004 · 
Peking 2005 · 
Minneapolis 2006 · 
Milaan 2007 · 
Gangneung 2008 · 
Wenen 2009 · 
Sofia 2010 · 
Sheffield 2011 · 
Shanghai 2012 · 
Debrecen 2013 · 
Montreal 2014 · 
Moskou 2015 · 
Seoel 2016 · 
Rotterdam 2017 · 
Montreal 2018 ·
Sofia 2019 ·
Seoel 2020 ·
Dordrecht 2021 ·
Montreal 2022 ·
Seoel 2023 ·
Rotterdam 2024 ·
Peking 2025
Wereldkampioenschap shorttrack (teams)

Seoul 1991 · 
Nobeyama 1992 · 
Boedapest 1993 · 
Cambridge 1994 · 
Zoetermeer 1995 · 
Lake Placid 1996 · 
Seoel 1997 · 
Bormio 1998 · 
St. Louis 1999 · 
Den Haag 2000 · 
Nobeyama 2001 · 
Milwaukee 2002 · 
Boedapest 2003 · 
Sint-Petersburg 2004 · 
Chuncheon 2005 · 
Montreal 2006 · 
Boedapest 2007 · 
Harbin 2008 · 
Heerenveen 2009 · 
Bormio 2010 · 
Warschau 2011
Wereldkampioenschappen shorttrack junioren

Seoel 1994 ·
Calgary 1995 ·
Courmayeur 1996 ·
Marquette 1997 ·
Saint Louis 1998 ·
Montreal 1999 ·
Székesfehérvár 2000 ·
Warschau 2001 ·
Chuncheon 2002 ·
Boedapest 2003 ·
Peking 2004 ·
Belgrado 2005 ·
Miercurea Ciuc 2006 ·
Mladá Boleslav 2007 ·
Bozen 2008 ·
Sherbrooke 2009 ·
Taipei 2010 ·
Courmayeur 2011 ·
Melbourne 2012 ·
Warschau 2013 ·
Erzurum 2014 ·
Osaka 2015 ·
Sofia 2016 ·
Innsbruck 2017 ·
Tomaszów Mazowiecki 2018 ·
Montreal 2019 ·
Bormio 2020 ·
Salt Lake City 2021 ·
Gdańsk 2022 ·
Dresden 2023 ·
Gdańsk 2024 ·
Calgary 2025